# Charles-François Lhomond

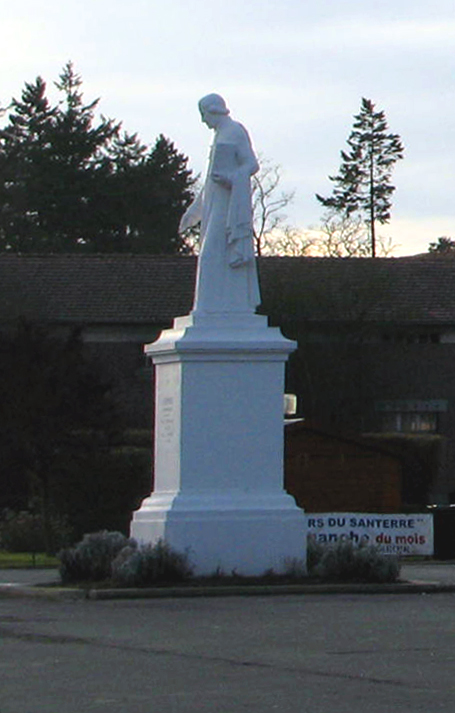
Denkmal für von Charles François Lhomond von Eugène-Louis Lequesne in Chaulnes

Charles-François Lhomond (* 1727 in Chaulnes, Picardie; † 31. Dezember 1794 in Paris) war ein französischer Latinist, Romanist, Grammatiker und Erzieher.

## Leben und Werk
Lhomond war Priester und Präfekt der Sexta im Collège du Cardinal Lemoine. Nach 25 Jahren als Latein- und Französischlehrer publizierte er Schulbücher, die z. T. das gesamte 19. Jahrhundert hindurch benutzt wurden und Kultstatus erreichten. Das gilt namentlich für sein lateinisches Textbuch De Viris illustribus urbis Romae, a Romulo ad Augustum, ad usum sextae scholae, Paris 1779, das in zahllosen Auflagen bis in die zweite Hälfte des 20. Jahrhunderts erschien und von dem noch 1995 eine französische Übersetzung publiziert wurde (De Viris. Les grands hommes de Rome, traduit et présenté par Jacques Gaillard, Arles). Es gilt ferner für seine lateinische Grammatik (Éléments de la grammaire latine, Paris 1779), die 1903 in 63. Auflage erschien, und für seine französische Grammatik (Éléments de la grammaire française, Paris 1780), die ins Englische und Arabische übersetzt und zuletzt 1881 verlegt wurde, allerdings inzwischen durch die Grammatik von Noël und Chapsal überholt  worden war.
Lhomond verweigerte 1792 den Eid auf die zivile Verfassung des Klerus und wurde vorübergehend interniert, dann aber dank Jean Lambert Tallien, einem seiner ehemaligen Schüler, wieder auf freien Fuß gesetzt. Sein Geburtsort Chaulnes und die benachbarte Stadt Amiens errichteten ihm  Statuen. In Paris trägt eine Straße des 5. Arrondissements seinen Namen.

## Werke
- Doctrine chrétienne, Paris 1783
- Epitome historiæ sacræ, Paris 1784 (édition établie et annotée par Gérard Bedel, Paris  2004)
- Histoire abrégée de l’Église, Paris I787
- Histoire abrégée de la Religion avant la venue de Jésus-Christ, Paris 1791